# Ватра (албум)
Ватра је пети студијски албум рок бенда Дивље јагоде. Албум је сниман 1985. године у Music Park Studio у Бад Хомбургу а издао га је Дискотон.

## Списак песама
На албуму се налазе следеће песме:

## Постава бенда
- Ален Исламовић – вокал
- Зеле Липовача – гитара
- Наско Будимлић – бубњеви
- Златан Чехић – бас